# Mindaugas Nikoličius
Mindaugas Nikoličius (Neringa, Litva, 5. listopada 1983.) litavski je nogometni sportski djelatnik koji je do kraja sezone 2023./24. bio sportski direktor HNK Hajduka Split. Na toj dužnosti naslijedio ga je donedavni Hajdukov igrač Nikola Kalinić.
Rođen je u Nerigi, 5. listopada 1983. Nikoličius je prvo studirao pravo prije nego što je postao nogometni sportski direktor.
Prvi posao u nogometu započeo je radeći u Litvavskome nogometnom savezu 2005. godine, a već 2006. godine škotski Heart of Midlothian angažirao ga je kao sportskog direktora te je na tom mjestu ostao do 2008. godine.
Godine 2010. postao je sportski direktor tada posrnulog nogometnog kluba FK Žalgirisa iz Vilniusa, a Vilma Venslovaitienė postala je predsjednicom kluba. Za njegova mandata do kraja 2017., klub je osvojio četiri naslova prvaka Litve, šest kupova Litve i pet puta superkup Litve.
Bio je sportski direktor i potpredsjednik HNK Gorice od 2018. do 2020. godine.
Nikoličius je stigao u HNK Hajduk u siječnju 2021. godine. Pod njim je promijenjen niz trenera, pa su tako dolazili i odlazili: Paolo Tramezzani, Jens Gustafsson, Valdas Dambrauskas, Ivan Leko, Mislav Karoglan (dvaput). U njegovu mandatu odrađeni su i veliki izlazni transferi – Luka Vušković je prodan u Tottenham za 11 milijuna eura, a Stipe Biuk u Los Angeles FC za 6,5 milijuna eura. Hajduk je osvojio dva hrvatska kupa za vrijeme njegova mandata. Dao je ostavku u travnju 2024., malo prije isteka ugovora na ljeto, koji vodstvo Hajduka nije željelo produžiti.
Oženjen je Hrvaticom i imaju kćer.